# Gerbillus nanus
Gerbillus nanus es una especie de roedor de la familia Muridae. Se llama gerbo de Baluchistán  o jerbo de Wagner. 

## Distribución geográfica
Se encuentra principalmente a partir de Marruecos Somalia y el oeste de Pakistán.